# Isolde Van den Eynde
Isolde Van den Eynde (15 juli 1986, Gent) is een Belgische journaliste. Ze is actief als politiek journaliste bij Het Laatste Nieuws.

## Levensloop
Van den Eynde werd geboren op 15 juli 1986. Na Latijn-moderne talen te hebben gedaan aan de Sint-Bavohumaniora in Gent, studeerde Van den Eynde communicatiewetenschappen aan de Universiteit Gent en vervolgens audiovisuele journalistiek aan de Erasmushogeschool in Brussel.
Van den Eynde liep een jaar stage bij Belga en werkte er nog een jaar. In 2012 ging ze voor Het Laatste Nieuws werken. Ze wordt regelmatig gevraagd in het duidingsprogramma De Afspraak op Canvas.
Zij is de dochter van Vlaams Belang-politicus Francis Van den Eynde.